# Erlöse uns von dem Bösen (2006)
Erlöse uns von dem Bösen (Originaltitel: Deliver Us from Evil) ist ein US-amerikanischer Dokumentarfilm von Amy Berg aus dem Jahr 2006. Darin wird die Geschichte des katholischen Priesters Oliver O’Grady aus Kalifornien erzählt, dem sexueller Missbrauch von potentiell Hunderten von Kindern zwischen den späten 1970er und den frühen 1990er Jahren vorgeworfen wird. Der Titel zitiert eine Zeile im Vaterunser (Erlöse uns von dem Bösen).

## Handlung
Der Film erzählt O’Gradys Jahre als Priester in Nordkalifornien, wo er seine Verbrechen beging. Nachdem er verurteilt worden war und sieben Jahre im Gefängnis verbüßt hatte, wurde O’Grady in sein Herkunftsland Irland abgeschoben, wo Berg ihn 2005 interviewte. In diesen Interviewausschnitten spricht O’Grady offen über seine Sexualverbrechen.
Darüber hinaus präsentiert der Film Dokumente aus dem Prozess, auf Videoband festgehaltene Aussagen unter Eid sowie Interviews mit Aktivisten, Theologen, Psychologen und Anwälten, die nahelegen, dass die Verantwortlichen in der Kirche nicht nur von O’Gradys Verbrechen wussten, sondern aktiv Schritte unternahmen, um diese geheim zu halten. O’Grady sei einfach versetzt worden, als die Vorwürfe an einem Standort immer größer wurden. So wurde einem Mädchen gesagt, dass die Tatsache, dass er Mädchen vergewaltigt habe, der Grund gewesen sei, dass die Untersuchungen gar nicht erst erhoben wurden – Homosexualität sei als schlimmer eingeschätzt worden. Die Opfer sprechen auch darüber, wie ihr Leben als Erwachsene verlaufen ist. Eine Frau spricht darüber, dass sie unfähig war, einen Ehepartner zu finden, da ihre Sexualität zerstört worden sei. Das Prozessieren gegen die Kirche hätte auch zum wirtschaftlichen Bankrott einer Familie geführt. Es werden auch Auszüge eines Briefes von O’Grady an seine Opfer verlesen und die Reaktion eines Opfers auf diesen Brief gezeigt. Als letzter Interviewausschnitt des Films weist O’Grady mit Stolz darauf hin, dass die katholische Kirche trotz ihrer dunklen Zeiten immer noch da sei.
Der Film endet mit folgenden Einblendungen:
- Oliver O’Grady lebt immer noch frei in Irland.
- Pater Tom Doyle arbeitet in Irland mit offiziellen Stellen zusammen, um Pädophile wie O’Grady bloßzustellen.
- Kardinal Roger Mahoney ist immer noch im Amt und kämpft gegen die Anklagen, die gegen 556 Priester in seiner Diözese erhoben worden sind.
- Papst Benedikt XVI. wird beschuldigt, an der Vertuschung sexuellen Missbrauchs in den USA beteiligt zu sein. Auf Bitten des Vatikans habe Präsident George W. Bush dem Papst Schutz vor juristischer Verfolgung in dieser Frage gewährt.

## Weiteres
Nachdem der Film in den Niederlanden ausgestrahlt worden war, kam ans Licht, dass O’Grady in Schiedam Kinderpartys organisiert habe. Im Dezember 2010 wurde O’Grady in Dublin wegen des Besitzes von Kinderpornographie erneut festgenommen. Im Januar 2012 wurde O’Grady wegen dieses Vergehens in Irland zu einer dreijährigen Freiheitsstrafe verurteilt.

## Rezeption
Der Irish Independent kritisierte Berg dafür, dass sie Kinder in Irland ohne deren Wissen gefilmt habe.
Der Film wurde von den Kritikern im Allgemeinen gut aufgenommen und bekam ein 100 % ‘frisch’ bei Rotten Tomatoes.
Der Film kann zusammen etwa mit Rachel Gradys und Heidi Ewings Film Jesus Camp als eine Reaktion auf rechte Christen und ein Aufzeigen ihrer Doppelmoral verstanden werden.

## Auszeichnungen (Auswahl)
- 2006: Best Documentary Award beim Los Angeles Film Festival
- Berg wurde von der Writers Guild of America mit dem Documentary Screenplay Award ausgezeichnet.
- 2006: Bester Dokumentarfilm Boston Society of Film Critics Awards gemeinsam mit Dixie Chicks: Shut Up and Sing
- 2006: Chicago Film Critics Association Awards (Nominierung)
- 2006: New York Film Critics Circle Awards Bester Dokumentarfilm
- 2006: Satellite Awards Bester Dokumentarfilm
- 2006: Gotham Awards Bester Dokumentarfilm (Nominierung)
- 2006: Los Angeles Film Festival Bester Dokumentarfilm
- 2007: National Society of Film Critics Awards, Zweiter Platz in der Kategorie Bester Dokumentarfilm
- 2007: Directors Guild of America für die Beste Regie bei einem Dokumentarfilm (Nominierung)
- 2007: Der Film war für den Oscar als Bester Dokumentarfilm nominiert.[9]